# یوسوکه یاماهاتا
یوسوکه یاماهاتا (به ژاپنی: 山端 庸介, Yamahata Yōsuke)؛ ۶ اوت ۱۹۱۷ – مرگ ۱۸ آوریل 1966 長野重一; 飯沢耕太郎; 木下直之, eds. (1998-07-28). 日本の写真家 23 山端庸介. 岩波書店. p. 68. ISBN 4-00-008363-5.</ref> عکاس اهل ژاپن بود که بیشتر به خاطر عکاسی گسترده از ناگاساکی روز پس از بمباران اتمی هیروشیما و ناگاساکی شهرت داشت.

## زندگی‌نامه
یاماهاتا در سنگاپور در ۶ اوت ۱۹۱۷ متولد شد؛ پدرش، شوگیوکو یاماهاتا (山端祥玉، که بعدها به عنوان عکاس شناخته شد) در آنجا شغلی مرتبط با عکاسی داشت. او در سال ۱۹۲۵ به توکیو رفت و در نهایت در دانشگاه هوسی (توکیو) شروع به تحصیل کرد، اما در سال ۱۹۳۶ برای کار در جی.تی. سان (ジーチーサン商会، Jīchīsan Shōkai، با نام مستعار Graphic Times Sun)، یک شرکت عکاسی که توسط پدرش اداره می‌شود. (او در سال ۱۹۴۷ رئیس آن شد، از Yahata44 در چین به عنوان عکاس ارتش، به عنوان یک عکاس نظامی در چین) تایوان، هندوچین فرانسه و سنگاپور و سایر نقاط آسیا خارج از ژاپن؛ او در سال ۱۹۴۲ به ژاپن بازگشت.